# كلارا لويز برنهام
كلارا لويز برنهام (بالإنجليزية: Clara Louise Burnham)‏ (25 مايو 1854، نيوتن في الولايات المتحدة - 20 يونيو 1927 في أستراليا)؛ كاتِبة وروائية أمريكية.